# Tommaso Buscetta
Tommaso Buscetta, detto anche Il boss dei due mondi e don Masino (Palermo, 13 luglio 1928 – North Miami, 2 aprile 2000), è stato un mafioso e collaboratore di giustizia italiano.
Importante membro di Cosa nostra, dopo l'arresto fu uno dei primi mafiosi a cominciare a collaborare con la giustizia, durante le inchieste coordinate dal magistrato Giovanni Falcone; le sue rivelazioni permisero, per la prima volta, una dettagliata ricostruzione giudiziaria dell'organizzazione e della struttura della criminalità siciliana. Il suo contributo viene tuttora considerato fondamentale per aver dato inizio al declino del potere mafioso. 

## Biografia

### Le origini e l'infanzia

Tommaso Buscetta durante un processo nel 1984.

Tommaso Buscetta nacque a Palermo il 13 luglio 1928 in una famiglia molto povera e molto numerosa, ultimo dei 17 figli di una casalinga, Felicia Bauccio, e di un vetraio, Benedetto Buscetta.
Iniziò a delinquere già durante l'adolescenza, organizzando attività illegali nel mercato nero, come il furto di generi alimentari e la falsificazione delle tessere per il razionamento della farina, diffuse durante il ventennio fascista e la seconda guerra mondiale. Questa attività lo rese abbastanza celebre a Palermo, dove già in giovanissima età, ancor prima di entrare ufficialmente nel mondo mafioso, cominciò ad essere chiamato don Masino da chi lo ammirava e rispettava.

### L'ingresso in Cosa nostra
Nel 1944, a soli 16 anni, dopo la classica fuitina, sposò Melchiorra Cavallaro, dalla quale ebbe quattro figli: Felicia nel 1946, Benedetto nel 1948, Domenico e Antonio (Benedetto e Antonio saranno vittime della lupara bianca nel corso della seconda guerra di mafia). Dopo le nozze con la Cavallaro, che era rimasta incinta, partì per Torino, dove trovò lavoro in una fabbrica di specchi, riuscendo a farsi apprezzare perché conosceva bene il mestiere, appreso nella bottega gestita a Palermo dal padre e dai fratelli. La nascita della figlia Felicia lo portò a dover tornare a Palermo, tornando alle dipendenze del padre. Venne affiliato a Cosa nostra nel 1945, all'età di 17 anni, ed entrò a far parte del mandamento palermitano di Porta Nuova.
Nel 1948, dopo la nascita del secondo figlio Benedetto, si trasferì in Argentina, aprendo una fabbrica di specchi a Buenos Aires. A causa della concorrenza fu costretto a rimodulare l'attività, ripiegando sulla realizzazione di portaritratti a specchio. Nel 1950, alla nascita del terzo figlio Antonio, si trasferì in Brasile, dove la sua fabbrica ebbe un discreto successo. Sua moglie tuttavia non riuscì ad adattarsi, tanto da non uscire più di casa e da spingere i figli a non imparare il portoghese, quindi, dopo aver venduto l'azienda, nel 1952 i Buscetta tornarono di nuovo a Palermo: qui Tommaso aprì un nuovo laboratorio a Termini Imerese insieme al fratello Fedele e si mise a disposizione del boss Gaetano Filippone, capo della "famiglia" di Porta Nuova, il cui gruppo svolgeva esclusivamente una funzione di supplenza dello Stato (appianava liti familiari, puniva i ladri, si occupava dell'assegnazione delle case popolari).
Nel 1955 Buscetta tornò, senza moglie e figli al seguito, a Buenos Aires, dove era in corso il colpo di Stato dei militari che avevano destituito il presidente Juan Perón. Dopo un mese di permanenza in albergo, dal quale non poteva uscire a causa del coprifuoco, tornò a Palermo. Si associò ai mafiosi Angelo La Barbera, Salvatore "Cicchiteddu" Greco, Antonino Sorci, Pietro Davì e Gaetano Badalamenti, con cui si occupò del contrabbando di sigarette e stupefacenti, diventando un pericoloso sicario e gregario specialmente alle dipendenze di La Barbera.
Nel 1958 venne arrestato a Taranto dai carabinieri mentre con due camion stava trasportando un carico di sigarette. Una volta tornato in libertà dopo aver scontato sei mesi di carcere, Gaetano Filippone lo redarguì pesantemente ricordandogli che, secondo il codice d'onore di Cosa nostra, non poteva avviare un'attività illegale senza prima comunicarlo alla "famiglia"; il processo si chiuderà con una condanna a 55 milioni di multa, poi finita in prescrizione. Poco tempo dopo nel corso di un'indagine condotta dalla Guardia di Finanza, mentre si trovava in un albergo di Roma con l'amante, venne arrestato insieme al corso Pascal Molinelli e al tangerino Salomon Gozal, indicati come i maggiori fornitori di sigarette e stupefacenti delle cosche siciliane, che si trovavano lì come lui; la contemporanea presenza dei due contrabbandieri rese la sua versione poco credibile e così trascorse tre mesi nel carcere di Regina Coeli.
Una volta tornato in libertà ebbe modo di frequentare i rappresentanti della famiglia Greco di Ciaculli – uno dei più noti, Michele Greco, diventerà il capo dei capi – e di conoscere i Corleonesi Luciano Liggio e Totò Riina. Divenne inoltre amico dei boss mafiosi italo-americani Charles "Lucky" Luciano e Joe Adonis, mandati in Italia perché dichiarati "indesiderabili" dagli Stati Uniti. In occasione di una tavolata in onore di Joe Bonanno raccolse le perplessità del boss italo-americano, preoccupato per la scarsa coesione delle famiglie dell'isola, proponendo di strutturare Cosa nostra con una sorta di governo per evitare spaccature e favorire una gestione pacifica dei vari affari; ciò porterà alla nascita della "Commissione", di cui si occuparono lo stesso Buscetta e Salvatore Greco.

### Il ruolo nella prima guerra di mafia
Nel dicembre del 1962 la tranquillità all'interno di Cosa nostra venne scossa dall'omicidio di Calcedonio Di Pisa, che darà il via alla cosiddetta "prima guerra di mafia". Buscetta si schierò prima dalla parte di Angelo e Salvatore La Barbera, poi da quella di Salvatore Greco, tenendosi tuttavia nell'ombra per timore di essere ucciso. Buscetta finirà comunque nel mirino e, in particolare, sopravvivrà a un agguato nel centro di Palermo investendo i due sicari che stavano per sparargli. Nel 1963 Angelo La Barbera riuscì a sopravvivere a un agguato a Milano e venne arrestato mentre era ricoverato in un ospedale: la polizia, basandosi soprattutto su fonti confidenziali e ricostruzioni indiziarie, sospettò fortemente Buscetta, assieme al suo associato Gerlando Alberti, di essere fra gli autori dell'agguato e lo indicò come il principale sicario e sodale dei boss Pietro Torretta e Michele Cavataio, sospettandolo insieme a loro anche per la strage di Ciaculli, in cui morirono sette poliziotti. Negli anni successivi Buscetta ammetterà che aveva accettato l'incarico di uccidere La Barbera ma poi era stato anticipato da un altro gruppo di fuoco mafioso nel compiere l'agguato, mentre per quanto riguarda la strage di Ciaculli e gli altri omicidi della prima guerra di mafia sostenne che erano imputabili soltanto a Michele Cavataio e non a lui per via della sua amicizia con Salvatore Greco.
In seguito alla strage, ricercato dalla polizia, fuggì in Svizzera e poi in Messico insieme alla sua amante, la soubrette Vera Girotti (ex fidanzata del batterista Gegè Di Giacomo), trovando appoggio presso il palermitano Giuseppe Catania; dopo qualche mese nascerà Alessandra, la loro prima figlia. Dopo un periodo di transizione trascorso in Canada e durato sei mesi, ottenne il visto per entrare negli Stati Uniti d'America, dove aprì una pizzeria con un prestito della famiglia Gambino dato che una buona parte delle risorse economiche che aveva accumulato stava finendo. Nel 1966 sposò la Girotti a New York e chiese alla prima moglie Melchiorra di raggiungerlo insieme ai figli, scelta che lo portò tuttavia a trovarsi in una situazione imbarazzante: avendo due famiglie, ognuna ignara dell'esistenza dell'altra, dovette dividersi tra due case. Aiutato dai figli Antonio e Benedetto, nel giro di poco tempo aprì altre due pizzerie.
Nel dicembre del 1968 Buscetta venne condannato in contumacia a dieci anni di carcere per associazione per delinquere nel processo svoltosi a Catanzaro contro i protagonisti della prima guerra di mafia e, nello stesso processo, venne assolto per insufficienza di prove per le imputazioni riguardanti la strage di Ciaculli.
Nel 1971 la Commissione parlamentare antimafia della V Legislatura presieduta dal deputato Francesco Cattanei s'interessò alla figura di Buscetta indicandolo come uno dei principali boss mafiosi della nuova generazione ed acquisì anche una lettera risalente al 1961 e firmata dal deputato democristiano Francesco Barbaccia in cui raccomandava al questore di Palermo di rinnovare il passaporto a Buscetta in quanto "persona che a me interessa moltissimo".

### Gli anni negli Stati Uniti d'America e l'arresto in Brasile
Nel 1970 Buscetta soggiornò sotto falso nome a Zurigo, Milano e Catania per partecipare ad alcuni incontri insieme a Salvatore Greco per discutere sulla ricostruzione della Commissione e sul coinvolgimento di Cosa nostra nel Golpe Borghese. In occasione di tale viaggio, il 17 giugno 1970 in via Romilli a Milano, venne fermato ad un posto di blocco mentre viaggiava in auto con Gerlando Alberti, Salvatore "Cicchiteddu" Greco, Giuseppe Calderone, Gaetano Badalamenti e Gaetano Fidanzati, ma non venne riconosciuto poiché mostrò un passaporto falso, che recava il nome Adalberto Barbieri. Nello stesso periodo venne arrestato a Brooklyn e subito rilasciato dietro pagamento di una cauzione di 75 000 dollari: il tentativo di chiedere la residenza con una falsa identità fallì poiché aveva provato ad usare il nome Manuel López Cadena, che apparteneva ad un sovversivo comunista messicano. Dopo tre mesi di carcere e una cauzione di 40 000 dollari (somma racimolata da Melchiorra e portata in America dal fratello Mariano secondo alcune fonti oppure pagata dall'altra moglie Vera secondo altre fonti), Buscetta venne rilasciato e trovò rifugio in Brasile, a Rio de Janeiro.
Dopo aver concluso la relazione con la Girotti (altre voci sostengono che fu lui a sbarazzarsi della seconda moglie, uccidendola e facendola sparire), Buscetta si legò sentimentalmente ad una studentessa di 22 anni più giovane, Cristina De Almeida Guimaraes (Maria Caterina de Almeida o Cristina De Almeida Vimarais secondo le diverse fonti), figlia di un noto avvocato impegnato in politica, amico personale del presidente brasiliano João Goulart. Cominciò quindi a lavorare presso lo studio legale del suocero diventandone socio. Per circa due anni riuscì a eludere la legge utilizzando false identità (si fece chiamare Manuel López Cadena, Adalberto Barbieri e Paulo Roberto Felice) e si mise a capo di una banda di trafficanti internazionali composta da elementi còrsi, italo-brasiliani e italo-americani con cui iniziò un traffico di grossi quantitativi di eroina e cocaina che, passando per Brasile, Messico e Uruguay, arrivavano a New York ed avevano come acquirenti finali alcune pizzerie intestate ad esponenti della famiglia Gambino. A tale scopo, creò in pochi anni un sistema di trasporto aereo dedicato e costituì una compagnia di taxi in cui reinvestire il denaro frutto del traffico di stupefacenti (Buscetta ha sempre negato di aver trafficato droga nella sua vita, nonostante una condanna penale per tale reato riportata in Italia e diverse testimonianze che affermano il contrario). Una diceria diffusa dalla stampa sosteneva che si sarebbe sottoposto ad un'operazione di chirurgia plastica per modificare il suo aspetto fisico e rendersi quindi irriconoscibile (Buscetta liquidò anche questa notizia come una menzogna).
Il 2 novembre 1972 la polizia brasiliana scoprì il narcotraffico messo in piedi da Buscetta ed arrestò lui e tutta la sua banda. Nel suo deposito blindato in Brasile, le autorità trovarono eroina pura per un valore di 25 miliardi di lire dell'epoca e i suoi complici confessarono sotto tortura che lui era la mente di quel traffico. Anche Buscetta venne sottoposto a torture per diverso tempo per ottenere informazioni ma invano e, una volta estradato in Italia, venne rinchiuso a Palermo nel carcere dell'Ucciardone e condannato a 10 anni di reclusione, poi ridotti a 8 in appello, per traffico di stupefacenti. Inizialmente avrebbe dovuto scontare solo 3 anni ma nell'agosto del 1974 fu condannato a 2 anni e 11 mesi per associazione a delinquere e poco prima di Natale del 1976 arrivò un'altra condanna a 2 anni per associazione a delinquere.
Buscetta racconterà anni dopo che nel carcere di Cuneo fu avvicinato da Ugo Bossi, uno degli uomini del boss della malavita milanese Francis Turatello, suo compagno di cella, affinché si attivasse per liberare Aldo Moro, sequestrato e poi ucciso dalle Brigate Rosse nel 1978, e che i terroristi detenuti con lui non erano stati in grado di dargli informazioni; Bossi dirà ai magistrati che erano stati i servizi segreti a nominarlo mediatore. Le registrazioni dei colloqui tra Buscetta e Bossi verranno prese in considerazione anche nel processo di Palermo a Giulio Andreotti. Secondo le deposizioni di Buscetta, nella Commissione provinciale di Cosa nostra si vennero a formare due distinti e contrapposti schieramenti e l'iniziativa della banda venne quindi bloccata dalla fazione dei Corleonesi, contraria alla liberazione, che, attraverso il suo referente romano Giuseppe Calò, intervenne dicendo che i politici della Democrazia Cristiana, in realtà, avrebbero preferito che Moro venisse ucciso, dopo che lo statista prigioniero aveva iniziato a collaborare con le Brigate Rosse e stava rivelando segreti molto compromettenti per Andreotti (il cosiddetto "Memoriale Moro"). Nello stesso anno, Francis Turatello fu testimone di nozze di Buscetta nel matrimonio celebrato nel carcere di Cuneo con Cristina De Almeida Guimaraes (secondo altre fonti Buscetta avrebbe invece sposato Cristina in chiesa in Brasile nel 1968).

### La seconda guerra di mafia e la collaborazione con la giustizia
Trasferito nel carcere piemontese Le Nuove, nel febbraio del 1980, quando gli mancava ancora poco più di un anno all'estinzione della pena, gli venne concessa la semilibertà e a giugno decise di darsi alla latitanza nascondendosi nella villa dell'esattore Nino Salvo, sotto la protezione dei capimafia Stefano Bontate e Salvatore Inzerillo, che lo volevano convincere a schierarsi dalla loro parte per uccidere il loro avversario Salvatore Riina. Nel gennaio del 1981 Buscetta preferì invece fare ritorno in Brasile, portando con sé a Rio de Janeiro Cristina e i quattro figli avuti da lei, per estraniarsi dalla vicenda, e si sottopose a un nuovo intervento di chirurgia plastica e ad un intervento per modificare la voce. Nel marzo del 1982 gli nacque un altro figlio, Stefano, chiamato così in onore dell'amico Stefano Bontate. In Brasile si dedicò all'attività di disboscamento, un lavoro che gli aveva procurato il suocero e che svolse insieme al cognato.

Tommaso Buscetta arriva, in manette e nascondendo le mani sotto una coperta a strisce, all'aeroporto di Roma, il 15 luglio 1984.

Nel frattempo in Sicilia scoppiò la "seconda guerra di mafia" e lo schieramento dei Corleonesi, guidato da Riina, eliminò Stefano Bontate e Salvatore Inzerillo, così i cugini esattori Ignazio e Antonino Salvo cercarono di convincerlo a rientrare e guidare la riscossa contro i Corleonesi, i quali diffusero la falsa notizia che Buscetta sarebbe tornato a Palermo per attirare in un tranello il boss Rosario Riccobono e i suoi uomini, avvelenandoli durante un banchetto e facendoli sparire.
I Corleonesi erano decisi a eliminare Buscetta perché strettamente legato ai palermitani Badalamenti, Bontate e Inzerillo, ma non ci riuscirono perché si trovava in Brasile, quindi attuarono vendette trasversali contro suoi parenti che non avevano mai avuto a che fare con il mondo criminale: tra il 1982 e il 1984 due dei suoi figli scomparvero per non essere mai più ritrovati e gli vennero uccisi un fratello, un genero, un cognato e quattro nipoti. Alla fine della guerra i parenti morti saranno undici. Nell'agosto 1982, Gaetano Badalamenti si recò in Brasile per tentare di convincere Buscetta ad allearsi con lui per sconfiggere i Corleonesi ma anche lui con scarso successo. Dopo gli omicidi dei suoi familiari, Buscetta era intenzionato a uccidere il suo capomandamento Pippo Calò, che aveva fatto causa comune con i Corleonesi, e per questo avviò una corrispondenza con il suo associato Gerlando Alberti, all'epoca detenuto, cercando appoggi per poter tornare a Palermo; Alberti rimase vittima di un tentato omicidio in carcere e il piano fallì.
Nello stesso periodo, i poliziotti brasiliani trovarono l'appartamento a Rio de Janeiro dove si nascondeva il boss camorrista Antonio Bardellino, che riuscì a fuggire in tempo, e riconobbero Buscetta, che viveva nell'appartamento sotto a quello di Bardellino, ma nonostante ciò disse di non averlo mai conosciuto. Il 23 ottobre 1983, dopo alcune settimane di pedinamenti, quaranta poliziotti circondarono l'altra sua abitazione a San Paolo in Brasile e lo arrestarono insieme alla moglie Cristina Guimaraes. Contemporaneamente vennero arrestati anche gli uomini di Buscetta in Brasile: Fabrizio Sansone, Paolo Staccioli, Giuseppe Favia, Lorenzo Garello, Leonardo Badalamenti (figlio del boss Gaetano), Giuseppe Bizzarro. A nulla valse un tentativo di corruzione operato dallo stesso Buscetta (sotto il falso nome di Roberto Felice), che venne rinchiuso in prigione per alcuni omicidi collegati con lo spaccio di droga. Dall'Italia gli inquirenti si mobilitarono affinché tutti gli arrestati venissero estradati e della questione si occuparono il funzionario di polizia Antonio De Luca e il carabiniere Angiolo Pellegrini, ma Buscetta manifestò apertamente l'intenzione di non incontrarli e fece sapere che li avrebbe aggrediti qualora avessero provato a parlargli da vicino. Anche gli Stati Uniti, con due agenti speciali della DEA, l'agenzia antidroga statunitense, spinsero per l'estradizione negli USA.
Nel luglio del 1984 i giudici Giovanni Falcone e Vincenzo Geraci si recarono da lui a Brasilia e lo invitarono a collaborare con la giustizia, gesto che nel codice d'onore mafioso è inevitabilmente considerato un tradimento da punire con la morte: il boss lasciò trapelare una velata volontà di intraprendere tale percorso. Quando fu il momento dell'estradizione in Italia, don Masino, per evitarla, il 7 luglio, mentre veniva trasferito dal carcere all'aeroporto, tentò il suicidio ingerendo della stricnina (in una quantità, in realtà, non tale da potergli essere fatale) che aveva nascosto sotto le unghie, ma venne salvato in ospedale. Arrivò quindi in Italia accompagnato da Gianni De Gennaro, appena promosso a capo del Nucleo Centrale Anticrimine, e da alcuni agenti, con imponenti misure di sicurezza, e venne ospitato sotto stretta sorveglianza presso la questura di Roma. Il 16 luglio Falcone, De Gennaro e Geraci incontrarono Buscetta negli uffici della Criminalpol di Roma; don Masino confermò la propria intenzione di collaborare e, a partire dal 21 luglio, per quattro mesi, in una serie di interrogatori, spiegò organigrammi, regolamenti, nomi, collocazioni geografiche, moventi di omicidi, alleanze e progetti della mafia. Viene per questo considerato uno dei primi collaboratori di giustizia della storia, dopo Leonardo Vitale. Buscetta non accettò mai di essere definito un pentito, termine con cui in Italia cominciavano ad essere indicati i collaboratori di giustizia; dichiarò piuttosto di non condividere più quella che era la nuova Cosa nostra, poiché, a suo dire, aveva perso la sua identità.
Grazie alle sue dichiarazioni, fu rivelato per la prima volta alla giustizia italiana e al mondo che cosa esattamente fosse Cosa nostra, di cui fino ad allora non si era potuto sapere nulla a causa della stretta omertà di chiunque avesse avuto a che fare con ambienti ed eventi mafiosi. L'unico argomento del quale Buscetta inizialmente rifiutò di parlare con il giudice Falcone furono i legami politici di Cosa nostra perché, a suo parere, lo Stato non era ancora pronto per dichiarazioni di quella portata, e rimase sul vago riguardo a tale argomento; soltanto nel 1985, messo alle strette da Falcone, accusò i cugini Nino e Ignazio Salvo di essere mafiosi e spiegò il coinvolgimento di Cosa nostra nel Golpe Borghese del 1970.
Il 29 settembre dello stesso anno, sulla base delle dichiarazioni di Buscetta, scattò la maxi-retata denominata "operazione San Michele" con 366 mandati di cattura eseguiti, oltre a Palermo, anche a Roma, Milano e Frosinone, e un centinaio di comunicazioni giudiziarie (una delle quali raggiunse l'ex sindaco di Palermo Vito Ciancimino). Il 7 dicembre, sempre come ritorsione a causa delle sue dichiarazioni, venne ucciso un altro famigliare, Pietro Busetta, marito di sua sorella Serafina (entrambi estranei alle dinamiche mafiose). Intervistata da un giornalista, Serafina Buscetta ripudiò il fratello, affermando di non voler più portare il cognome Buscetta. Don Masino non si lasciò intimidire e scrisse anche una lettera al consigliere istruttore Antonino Caponnetto per ribadire che non intendeva in alcun modo rinunciare alla collaborazione.
Dal momento che all'epoca in Italia non esisteva ancora una legge che garantisse ai collaboratori degli aiuti specifici, Falcone si impegnò a trovare un accordo con le autorità statunitensi, quindi Buscetta nel 1985 venne trasferito negli Stati Uniti, dove fu messo sotto protezione e ricevette dal governo una nuova identità, la cittadinanza statunitense e la libertà vigilata in cambio di nuove rivelazioni contro la Cosa nostra americana; nel 1986 testimoniò al maxiprocesso di Palermo, scaturito dalle dichiarazioni rese a Falcone, e nel processo "Pizza connection", che si svolse a New York e vide imputati Gaetano Badalamenti e altri mafiosi siculo-americani accusati di traffico di stupefacenti.
Nel 1986 il popolare giornalista Enzo Biagi andò ad intervistarlo in una località segreta negli Stati Uniti e raccolse la sua intervista insieme ad altre testimonianze nel libro Il boss è solo, pubblicato da Mondadori. Nel corso dell'intervista, l'ex boss ammise, per la prima volta, di aver ucciso degli uomini e di aver ordinato la morte di altri mafiosi ma di provare rimorso per quei fatti, che però, incalzato dalle domande di Biagi, rifiutò di approfondire (al giudice Falcone aveva dichiarato di non aver mai commesso omicidi, mentre al processo "Pizza connection" ammise di aver ucciso soltanto alcuni soldati tedeschi durante la seconda guerra mondiale). Il giornalista Giampaolo Pansa scrisse in un articolo apparso su La Repubblica che il Buscetta intervistato da Biagi si presentava con modo di fare spocchioso e millantatore ma anche "ripugnante, abominevole, odioso".
Nel biennio 1988-89 Buscetta rifiutò di testimoniare nei vari processi in cui doveva rendere dichiarazioni perché coinvolto nelle polemiche sul ritorno e l'arresto di Salvatore Contorno in Sicilia ed infatti, nel corso di una deposizione, affermò: «il clima che c'è a Palermo non mi piace e in questo clima di contestazione generale voglio contestare anch'io.»" Nel giugno 1989 si diffuse poi la voce (ripresa da vari articoli della stampa nazionale) di un ritorno in segreto di Buscetta a Palermo organizzato da Falcone e De Gennaro per incontrare Antonino D'Onufrio, un informatore della mafia ucciso per questo motivo alcuni mesi prima, e arrivare così alla cattura dei latitanti corleonesi. La notizia venne però seccamente smentita da De Gennaro e da Falcone e si rivelò completamente falsa.

### Le accuse ad Andreotti
Nel settembre del 1992, in seguito agli attentati in cui morirono Giovanni Falcone e Paolo Borsellino, interrogato a Washington dagli inquirenti palermitani, Buscetta decise di rompere il suo silenzio riguardo ai legami politici della criminalità siciliana: «In questo momento ritengo un mio dovere morale dare un contributo alle indagini perché ritengo che ciò sarebbe stato considerato giusto dal dottor Giovanni Falcone, cui, anche in questo momento, vanno i miei più devoti sentimenti di stima e di ammirazione per ciò che ha fatto nell'interesse della Giustizia. I tragici omicidi del dottore Falcone e del dottor Borsellino mi hanno colpito profondamente e, dopo dolorosa riflessione, mi hanno indotto a rivedere il mio recente atteggiamento di non disponibilità a rispondere su questi argomenti.» Mentre riferiva alla Procura di Palermo sui legami con la politica, ammise tra le altre cose il coinvolgimento di Cosa nostra nella misteriosa morte del presidente dell'ENI Enrico Mattei e nella scomparsa del giornalista Mauro De Mauro, che aveva sempre negato a Falcone; il 17 novembre venne ascoltato sempre sullo stesso tema dalla Commissione parlamentare antimafia presieduta da Luciano Violante.
Buscetta spiegò quindi che Cosa nostra era legata al partito della Democrazia Cristiana e accusò gli onorevoli Salvo Lima (ucciso qualche mese prima) e Giulio Andreotti di essere i principali referenti politici dell'organizzazione; in particolare riferì di conoscere personalmente Lima fin dalla fine degli anni cinquanta e di averlo incontrato l'ultima volta nel 1980 durante la sua latitanza, nonché di aver saputo che l'omicidio del giornalista Mino Pecorelli nel 1979 sarebbe stato compiuto nell'interesse di Andreotti. Buscetta raccontò anche che nel 1979 Stefano Bontate e Gaetano Badalamenti gli avevano riferito che Andreotti avrebbe chiesto a Cosa nostra di uccidere il generale Carlo Alberto dalla Chiesa «perché conosceva segreti connessi al caso Moro e suscettibile di infastidire seriamente Andreotti. Forse gli stessi segreti che erano noti a Mino Pecorelli, il giornalista assassinato quello stesso anno. [...] Secondo quanto ho dedotto dalle mie conversazioni con Bontate, l'omicidio Pecorelli era stato un delitto "fatto" da Cosa Nostra, e più precisamente da lui stesso e da Badalamenti, su richiesta dei cugini Salvo, "richiesti" a loro volta dall'onorevole Andreotti. Due anni dopo, nel 1982, Badalamenti mi ripeté in termini assolutamente identici la versione di Bontate. Pecorelli era stato assassinato perché stava appurando "cose politiche" segretissime collegate al caso Moro. Giulio Andreotti era estremamente preoccupato che potessero trapelare questi segreti di cui era a conoscenza anche il generale Dalla Chiesa.» «Lo hanno mandato a Palermo per sbarazzarsi di lui», commentò Badalamenti, «non aveva fatto ancora niente in Sicilia che potesse giustificare questo grande odio nei suoi confronti». In effetti, Dalla Chiesa non ebbe il tempo di minare seriamente Cosa nostra, venendo ucciso poco più di quattro mesi dopo il suo insediamento come prefetto a Palermo.
Per via di queste sue dichiarazioni, fu uno dei principali testimoni dei processi a carico di Andreotti per associazione mafiosa e per l'omicidio Pecorelli. Nel 1993, nel cuore delle polemiche sull'incriminazione di Andreotti, il senatore de La Rete Carmine Mancuso (figlio di Lenin Mancuso, poliziotto assassinato dalla mafia nel 1979) affermò di aver saputo dal padre che Buscetta avrebbe avuto rapporti con il Sifar del generale Giovanni De Lorenzo «fin dagli anni '60», affermazioni che non furono mai confermate e da cui il portavoce de La Rete Alfredo Galasso prese le distanze. In difesa di Andreotti, l'ex Presidente della Repubblica Francesco Cossiga definì Buscetta «un criminale comune al soldo di molte polizie di qua e di là dell'Atlantico». Lo stesso Andreotti si difese affermando che le accuse di Buscetta erano una vendetta per avere autorizzato la sua estradizione dal Brasile nel 1984 e tutta l'indagine nei suoi confronti è frutto di un presunto complotto di origine statunitense per punire l'azione antimafia dei suoi governi. Nel giugno 1993 i sostenitori di Andreotti fecero notare che la credibilità processuale di Buscetta era stata messa in dubbio negli Stati Uniti dalla giuria del processo "Iron Tower", che si svolse a New York nei confronti di esponenti del clan Gambino-Inzerillo-Spatola, la quale stabilì che Buscetta aveva mentito negando il coinvolgimento di Stefano Bontate nel traffico di eroina, in contrasto con le dichiarazioni di un altro importante collaboratore di giustizia, Francesco Marino Mannoia.
Nel 1996, interrogato dalla difesa di Andreotti nel processo Pecorelli, Buscetta ammise di aver mentito almeno tre volte nel corso degli interrogatori con Falcone. Nello stesso anno, la giornalista inglese Jane Ryder pubblicò un documento riservato della DEA in cui si affermava che Buscetta fosse un informatore della CIA dal 1966 ma le autorità statunitensi ne smentirono l'autenticità.
Nel 2003 Andreotti verrà infine assolto definitivamente dall'accusa di aver commissionato l'assassinio di Pecorelli perché le accuse di Buscetta furono ritenute non provate, mentre verrà accertata la sua connivenza per i fatti di mafia anteriori al 1980, prescritti al momento dell'emissione della sentenza.

### Gli ultimi anni e la morte
Nell'estate del 1994 fu intervistato, con il volto in penombra, dal giornalista Ennio Remondino per uno speciale intitolato Le verità dei due padrini (andato in onda l'11 dicembre successivo su Rai 3), nel quale la sua intervista è messa a confronto con quella concessa da Gaetano Badalamenti in un carcere americano sui rapporti tra Cosa nostra e la politica italiana.
Nel marzo 1995 il nipote di Buscetta, Domenico, venne ucciso dal boss Leoluca Bagarella, il quale tre mesi dopo sarebbe stato arrestato.
Dopo aver fatto parlare di sé nell'agosto del 1995 per una crociera nel Mediterraneo, durante la quale fu riconosciuto e fotografato dal giornalista di Oggi Sergio De Gregorio, manifestò, in un libro-intervista di Saverio Lodato - pubblicato da Mondadori nel 1999 - il suo disappunto per la mancata distruzione di Cosa nostra da parte dello Stato italiano.
Ammalatosi di cancro, morì il 2 aprile 2000, all'età di 71 anni, a North Miami, in Florida, negli Stati Uniti, dove aveva vissuto la maggior parte della sua vita con la sua terza moglie e la famiglia e con nomi falsi. Fu sepolto sotto falso nome a North Miami.

## Nella cultura di massa
- Sulla figura di Buscetta è incentrato il film Il pentito (1985) di Pasquale Squitieri, in cui è stato però rinominato Vanni Ragusa e interpretato dall'attore Tony Musante.
- Nel film Giovanni Falcone (1993) di Giuseppe Ferrara è interpretato da Gianni Musy; si tratta del primo film in cui il personaggio di Buscetta appare con il suo vero nome.
- Nel film tv HBO I giudici (1998) per la regia di Ricky Tognazzi, Buscetta è interpretato dal premio Oscar F. Murray Abraham.
- Nella miniserie televisiva Mediaset Paolo Borsellino (2004) per la regia di Gianluca Maria Tavarelli, è Luigi Maria Burruano ad interpretare Buscetta.
- L'attore e doppiatore Francesco Pannofino presta il volto a Buscetta nella miniserie televisiva diretta dai fratelli Andrea e Antonio Frazzi, Giovanni Falcone - L'uomo che sfidò Cosa Nostra (2006), andata in onda su Rai 1.
- Nella miniserie televisiva Mediaset Il capo dei capi (2007), per la regia di Enzo Monteleone e Alexis Sweet, Buscetta è interpretato da Vincent Riotta.
- Nella serie televisiva La mafia uccide solo d'estate (2016-2018), ideata da Pif e diretta da Luca Ribuoli, Tommaso Buscetta figura in qualità di personaggio secondario, venendo impersonato dall'attore Sergio Vespertino.
- Nella terza edizione del programma M (2018) condotto da Michele Santoro su Rai 3, nella mini-fiction Il caso Moro presentata all'interno della trasmissione, Tommaso Buscetta è interpretato dall'attore Claudio Castrogiovanni.
- La vicenda di Buscetta è l'oggetto del film Il traditore (2019) di Marco Bellocchio, in cui Buscetta è interpretato da Pierfrancesco Favino.
- A Buscetta è stato dedicato il documentario Our Godfather: La vera storia di Tommaso Buscetta (2019) di Mark Franchetti e Andrew Meier.
- Nella serie televisiva Il nostro generale (2023), diretta da Lucio Pellegrini e Andrea Jublin, Tommaso Buscetta figura in qualità di personaggio secondario, ed è impersonato dall'attore Ninni Bruschetta.